# Asfalt
Asfalt je mješavina mineralnih tvari i bitumena kao vezivnog sredstva, koji s obzirom na sastav smjese može zauzimati različit količinski udio. S obzirom na varijabilnost svojih komponenti (vrsta i količina) moguće je proizvesti asfalt koji će imati različite osobine.
Primarna uloga asfalta je u građenju puteva. U tekućem stanju, prilikom radova, asfalt je ljepljiv i vrlo viskozan. U Francuskoj je 2004., izumljen bioasfalt iz biljnog ulja.

## Etimologija
Riječ asfalt dolazi od francuske riječi asphalte bazirane na latinskim riječima asphalton, asphaltum, koje su izvedene iz grčkih riječi ásphalton, ásphaltos (άσφαλτος). Grčke riječi znače: α : "bez" i 
σφάλλω : "padanje".

## Galerija
- Asfalt u izradi
- Asfaltiranje
- Proizvodnja asfalta u asfaltnoj bazi
- Suvremena asfaltna baza

## Vanjske poveznice
|  | Zajednički poslužitelj ima još gradiva o temi Asfalt |

- asfalt Hrvatska tehnička enciklopedija, portal hrvatske tehničke baštine. LZMK